# Fundația Premiului X
Fundația Premiului X  (engleză X PRIZE foundation) este o asociație/institut non-profit care conduce competiții publice declarate ca fiind în beneficiul umanității.

## Scopul
Scopul Fundației este de a aduce schimbări radicale în folosul umanității. Premiile oferite de către fundație sunt atractive, iar competiția este o provocare intelectuală. Competiția cu toate că are similitudini cu Nobel, este probabil inspirată din Premiul Orteig câstigat de Charles Lindbergh care a executat prima traversare a Atlanticului în zbor fără escală. 

Premiile X încearcă realizarea unei revoluții tehnice în câteva domenii de vârf ca energie, mediu, educație, explorare, știință.

## Premii X
La sfârșitul anului 2014, existau patru concursuri finalizate, cinci concursuri active și un concurs care a fost anulat.

### Premii finalizate

#### Ansari X
Premiul Ansari X (1996-2004) a fost inițiat pentru realizarea primului vehicul comercial recuperabil pentru zbor suborbital. Premiul de 10 milioane de dolari a fost câștigat de către naveta spațială SpaceShipOne. Echipa a investit mai mult de 100 de milioane dolari în noi tehnologii pentru realizarea acestui aparat și câștigarea premiului. Printre echipele înscrise s-a aflat și una din România, ARCA, cu racheta Demonstrator 2B, echipată cu primul motor din lume din materiale compozite.

#### Motoare Progresive X
Scopul competiției (engleză Progressive Insurance Automotive X PRIZE) începută în 2007, a fost de a inova o noua generație de motoare mult mai viabile, vehicule super-eficiente care să ducă la renunțarea dependenței de clasicul combustibil și a reduce efectele schimbărilor climaterice. Vehiculul trebuie să poată fi fabricat în producție de masă și accesibil ca preț marelui public, precum și siguranța în limita unui consum de combustibil de 100 de mile pe galon consumat (2,35 l/100 km) și maxim 200 grame/milă de emisii CO2. Inițial s-au înscris 111 echipe, din care au rămas în competiție 43. În septembrie 2010, premiul în valoare de 10 milioane USD a fost împărțit între trei echipe (două din SUA și una din Elveția).

#### Wendy Schmidt Oil Cleanup X Challange
Deschis, în iulie 2010, a fost un concurs dotat cu un premiu de 1 milion USD, pentru a impulsiona găsirea unor soluții pentru curățarea rapidă a apelor marine afectate de deversările de petrol. Competiția a fost câștigată de echipa Elastec/American Marine, care a inventat un dispozitiv ce aduna petrolul de la suprafața apei de trei ori mai rapid decât orice alte tehnologii existente la acea vreme.

#### Northrop Grumman Lunar Lander X Challange
A fost conceput pentru accelerarea dezvoltării tehnologice comerciale care să poată suporta o nouă generație de Transportoare Lunare care să poată face legătura între orbită și suprafața selenară a unor încărcături utile precum și umane. Un asemenea vehicol va avea aplicații directe în explorările spațiale planificate de către NASA. Competiția este împărțită în două categorii, nivele.
Nivelul 1 necesită o rachetă care să decoleze de pe o suprafață desemnată, să păstreze o altitudine de 50 de metri, să plutească pentru 90 de secunde, după care să aterizeze precis pe platformă de aterizare aflată la 50 de metri depărtare. Apoi zborul trebuie făcut în sens invers. Ambele zboruri precum și pregătirea pentru fiecare zbor trebuie să aibă loc intr-o limită de timp de două ore și jumătate.
Nivelul al doile este un pic mai dificil. Aici se necesită plutirea pe o lungime dublă față de cea din primul nivel aterizare pe o suprafață similar celei lunare (având crater și bolovani). Timpii nivelului doi sunt calculați ca să simuleze aproape total puterea necesară pentru a executa o misiune lunară.

### Premii anulate

#### Archon Genomics X
Premiul vizează impulsionarea cercetărilor în domeniul geneticii, al secvențierii genomului uman. Premiul în valoare de 10 milioane USD va fi atribuit acelei echipe care va concepe un aparat capabil să secvențieze 100 de genoame umane în 30 zile sau mai puțin, cu o eroare nu mai mare de 1 la 1.000.000 baze azotate secvențiate; secvențierea să acopere cel puțin 98% din genom, iar costul operațiunii să nu fie mai mare de 1.000 USD pe genom.
Printre susținătorii premiului se află savantul Stephen Hawking diagnosticat cu scleroză laterală amiotrofică, considerată o boală genetică.
În proiect vor fi implicați un număr de 100 persoane centenare din întrega lume, de la care vor proveni cele 100 de genoame ce vor fi analizate în cursul competiției. Studiul lor va permite descoperirea unor caracteristici genetice legate de rezistența la boli și de longevitate, precum și  transformarea sistemului de diagnostic medical de la unul pasiv (reactiv) la unul activ (proactiv).
Competiția a fost anulată la 22 august 2013.

### Premii în desfășurare

#### Google Lunar X
Premiul Google Lunar X Prize este o competiție internațională cu un premiu în valoare de 20 de milioane de dolari, care are ca obiectiv aselenizarea în siguranță a unui robot pe suprafața Lunii, deplasarea cel puțin 500 de metri pe suprafața lunară, să capteze și să transmită imagini și date înapoi la Pământ. Echipele trebuie să fie cel puțin 90% privat sponsorizate, și trebuie să fie înregistrate până la 31 decembrie 2010 pentru a putea participa în competiție. Prima echipă care aselenizează pe Lună și va încheia cu succes obiectivele misiunii va primii premiul de 20 de milioane de dolari. Premiul este disponibil până la 31 decembrie 2010. După acea dată premiul va scădea la 15 milioane de dolari. A doua echipă care va reuși îndeplinirea misiunii va fi premiată cu 5 milioane de dolari. Restul de 5 milioane vor fi alocate ca și premii bonus. Termenul limită în care acest premiu redus (15 milioane pentru prima echipă) poate fi câștigat este 31 decembrie 2014.

#### Tricorder X
Competiția este sponsorizată de Fundația Qualcomm, a fost lansată la 10 ianuarie 2012 și vizează domeniul sănătății, în domeniul sistemelor de diagnostic inovatoare și integrate.
Premiul de 10 milioane USD va fi câștigat pentru crearea unui dispozitiv care să permită elaborarea unor diagnostice medicale precise, rapide și direct disponibile pacienților, chiar și la domiciliu, fără analize complicate.
Tricorder este aparatul pe care îl folosea dr. Beverly Crusher, medicul de pe nava Enterprise din serialul Star Trek, scanând corpul pacienților și cu care diagnostica în câteva secunde problemele de sănătate.